# Satilatlas
Genre
Synonymes
- Perimones Jackson, 1932

Satilatlas est un genre d'araignées aranéomorphes de la famille des Linyphiidae.

## Distribution
Les espèces de ce genre se rencontrent en zone holarctique.

## Liste des espèces
Selon World Spider Catalog (version 16.5, 26/11/2015) :
- Satilatlas arenarius (Emerton, 1911)
- Satilatlas britteni (Jackson, 1913)
- Satilatlas carens Millidge, 1981
- Satilatlas gentilis Millidge, 1981
- Satilatlas gertschi Millidge, 1981
- Satilatlas insolens Millidge, 1981
- Satilatlas marxi Keyserling, 1886
- Satilatlas monticola Millidge, 1981

## Publication originale
- Keyserling, 1886 : Die Spinnen Amerikas. Theridiidae. Nürnberg, vol. 2, p. 1-295 (texte intégral).